# Prokletije
A Prokletije avagy Albán-Alpok (albánul Bjeshkët e Namuna vagy Alpet Shqiptare, am. „Albán-Alpok”, szerbül Проклетије / Prokletije, am. „elátkozott”) hegység a Balkán-félszigeten, a Dinári-hegység része. Albánia északi, Szerbia (Koszovó) délnyugati és Montenegró keleti részén fekszik. Legmagasabb pontja az Albánia területén található 2694 m magas Jezerca-hegy. További jelentős csúcsai közül a 2656 m magas Gjeravica Szerbia, míg a 2534 m magas Zla Kolata Montenegró legmagasabb pontja.

## Éghajlat
A hegység Európa egyik legnedvesebb területe. Boga faluban az éves csapadék 3033 mm, de másutt is 2000 és 2500 mm között várható.

### Gleccserek
A Prokletijében találhatók Európa legdélebbi gleccserei. Napjainkban az árnyékos északi lejtőkön legalább öt gleccser található 1980 és 2420 m közötti magasságban.